# Конкольняк Ярослав Михайлович
Конкольняк Ярослав Михайлович (нар. 3 березня 1991, Івано-Франківськ, УРСР) — український футболіст, півзахисник луцької «Волині».

## Життєпис
Вихованець івано-франківського «Прикарпаття», на молодіжному рівні з 2003 по 2008 рік виступав також за іншу івано-франківську команду — «Сігуенья».
Дорослу футбольну кар'єру розпочав у 2008 році в складі яремченських «Карпат», які виступали в аматорському чемпіонаті України (3 матчі). З 2010 по 2012 рік перебував на контракті у львівських «Карпатах», проте у Прем'єр-лізі не грав, натомість виступав за дубль львів'ян, а в 2012 році — за аматорський фарм-клуб «левів» «Карпати-2» (5 поєдинків). З 2012 року знову виступав на аматорському рівні, захищав кольори наступих клубів: «Карпати» (Яремче), «Тепловик» (Івано-Франківськ), «Оскар» (Підгір'я) та «Гал-Вапно» (Галич). Також виступав за футзальний клуб «Епіцентр-К-10» (Івано-Франківськ).
Напередодні початку сезону 2017/18 повернувся до професіонального футболу, підписавши контракт з «Прикарпаттям». Дебютував за івано-франківську команду 22 липня 2017 року в переможному (3:1) виїзному поєдинку 2=о туру Другої ліги проти хмельницького «Поділля». Ярослав вийшов на поле в стартовому складі, а на 82-й хвилині його замінив Артур Комар. Дебютним голом за «Прикарпаття» відзначився 10 вересня 2017 року на 4-й хвилині переможного (2:1) виїзного поєдинку 11-о туру Другої ліги проти чернівецької «Буковини». Конкольняк вийшов на поле в стартовому складі, а на 43-й хвилині його замінив Артур Комар.
27 січня стало відомо, що Ярослав Конкольняк став гравцем клубу першої ліги «Волинь». Дебютував у новій команді футболіст у грі з клубом «Чорноморець», вийшовши на заміну замість Олександра Мартинюка.